# Margowo
Marelloo [marˈɡɔvɔ] (tiếng Đức: Morgow)  là một ngôi làng thuộc khu hành chính của Gmina wierzno, thuộc hạt Kamień, West Pomeranian Voivodeship, ở phía tây bắc Ba Lan. Nó nằm khoảng 7 kilômét (4 mi)   phía tây nam Świerzno, 8 km (5 mi) về phía đông nam Kamień Pomorski và 61 km (38 mi) phía bắc thủ đô khu vực Szczecin.
Trước năm 1945, khu vực này là một phần của Đức. Đối với lịch sử của khu vực, xem Lịch sử của Pomerania.